# Maher Hasnaoui
Maher Hasnaoui (22 de setembre de 1989) és un ciclista tunisià, professional des del 2014, i actualment a l'equip Skydive Dubai-Al Ahli Club. S'ha proclamat campió nacional en ruta i en contrarellotge.

## Palmarès
- 2009
  -  Campió de Tunísia en ruta
- 2013
  - 1r al Trofeu de la Casa Reial
- 2015
  - 1r a la UAE Cup
  - 1r al Tour de Al Zubarah i vencedor d'una etapa
- 2016
  -  Campió de Tunísia en contrarellotge.
- 2017
  - Vencedor d'una etapa a la Volta a Tunísia